# Степовое (Красноградский район)
Степово́е (укр. Степове) — поселок, Красноградский городской совет, Берестинский район, Харьковская область, Украина.
Код КОАТУУ — 6323310103. Население по переписи 2001 года составляет 31 (18/13 м/ж) человек.

## Географическое положение
Поселок Степовое находится на правом берегу реки Берестовая, выше по течению на расстоянии в 3 км расположены посёлок Дослидное и город Красноград, ниже по течения на расстоянии в 3 км расположен посёлок Кумы. Рядом с посёлком проходит железная дорога, станция Степной.

## История
- 1949 — дата основания.